# František Smotlacha
František Smotlacha, född den 30 januari 1884 i Hradec Králové, död den 18 juni 1956 i Prag, var en tjeckoslovakisk mykolog. Han grundade det Tjeckoslovakiska mykologiska sällskapet (Československá mykologická společnost, idag Českou mykologickou společnost) 1921, tillsammans med Rudolf Veselý, och tidskriften Mykologický sborník - Časopis Českých Houbařů, känd bland mykologer som C.C.H., 1919. Han var far till mykologen Miroslav Smotlacha och sonen följde i faderns fotspår med att poplarisera svampkunskapen.

## Mykologi
Smotlacha beskrev bland andra arterna
- Boletus rhodopurpureus
- Boletus fuscoroseus
- Morchella pragensis

En stor del av hans intresse ägnades åt svampars ätlighet, oätlighet och giftighet: han uppgav att han testat 1700 arter själv och ansåg att de flesta var ätliga (motsatt dåtidens uppfattning).Han var också författare till flera böcker och artiklar, både vetenskapliga och populära, och hans största försäljningsframgång var Atlas hub jedlých a nejedlých; mycologia practica ("Atlas över ätliga och oätliga svampar; praktisk mykologi") som utkom i fjorton upplagor mellan 1947 och 1952 och i vilken 78 arter beskrevs och avbildades med färgfoton.
Auktorsnamnet Smotl. kan användas för František Smotlacha i samband med ett vetenskapligt namn inom botaniken; se Wikipediaartiklar som länkar till auktorsnamnet.

## Idrott
František Smotlacha var även ordförande för Tjeckoslovakiska Jiujitsuförbundet och var, som idrottslärare vid Karlsuniversitetet, en föregångare inom akademisk idrott i Tjeckoslovakien.